# الانتخابات البرلمانية اليمنية القادمة
من المتوقع ان تعقد الانتخابات البرلمانية في اليمن جنباً إلى جنب مع الانتخابات الرئاسية اليمنية القادمة، وكان متوقع ان تعقد في فبراير 2014، بعد تأجيلها من الموعد الأصلي وهو 27 أبريل 2011. كان قد سبق تعيينها ل 27 أبريل 2009 . ومن خلال تمديد فترة البرلمان لمدة ست سنوات، تأخرت لمدة عامين.